# فرد كرايغ
فرد كرايغ (بالإنجليزية: Fred Craig)‏ (16 يناير 1893 في المملكة المتحدة - ) هو لاعب كرة قدم بريطاني (وحمل سابقاً جنسية المملكة المتحدة لبريطانيا العظمى وأيرلندا) في مركز حراسة المرمى. لعب مع نادي بليموث أرجايل ونادي بارو وLarkhall Thistle F.C. ‏.